# Crateroscelis murina
Crateroscelis murina là một loài chim trong họ Acanthizidae.